# Paruwrobates
Az Paruwrobates a kétéltűek (Amphibia) osztályának békák (Anura) rendjébe, a nyílméregbéka-félék (Dendrobatidae) családjába, azon belül a Hyloxalinae alcsaládba tartozó nem.

## Előfordulásuk
A nembe tartozó fajok Kolumbia és Ecuador hegységeinek a Csendes-óceán felé eső oldalain honosak.

## Taxonómiai helyzete
A nem 2017-ig az Ameerega szinonímája volt, amikor Taran Grant és munkatársai eltávolították onnan és önálló nemként az Ectopoglossus testvér taxonjaként sorolták be.

## Rendszerezés
A nembe az alábbi fajok tartoznaK:
- Paruwrobates andinus (Myers & Burrowes, 1987)
- Paruwrobates erythromos (Vigle & Miyata, 1980)
- Paruwrobates whymperi (Boulenger, 1882)